# Gare centrale de Riga
Pour les articles homonymes, voir Gare de Riga.
La gare centrale de Riga (en letton : Rīgas Centrālā dzelzceļa stacija) est la principale gare ferroviaire de Riga, la capitale et la plus grande ville de la Lettonie, et également la plus grande gare en Lettonie. Elle est située au centre de la ville au sud-est du centre-ville historique de Riga.
Principale gare de la Lettonie, la gare centrale constitue le nœud principal du réseau ferroviaire national géré par la compagnie nationale Latvijas dzelzceļš (LDz). Gare de passage, elle permet d'assurer de multiples services suburbains, régionaux, nationaux, et internationaux.

## Histoire

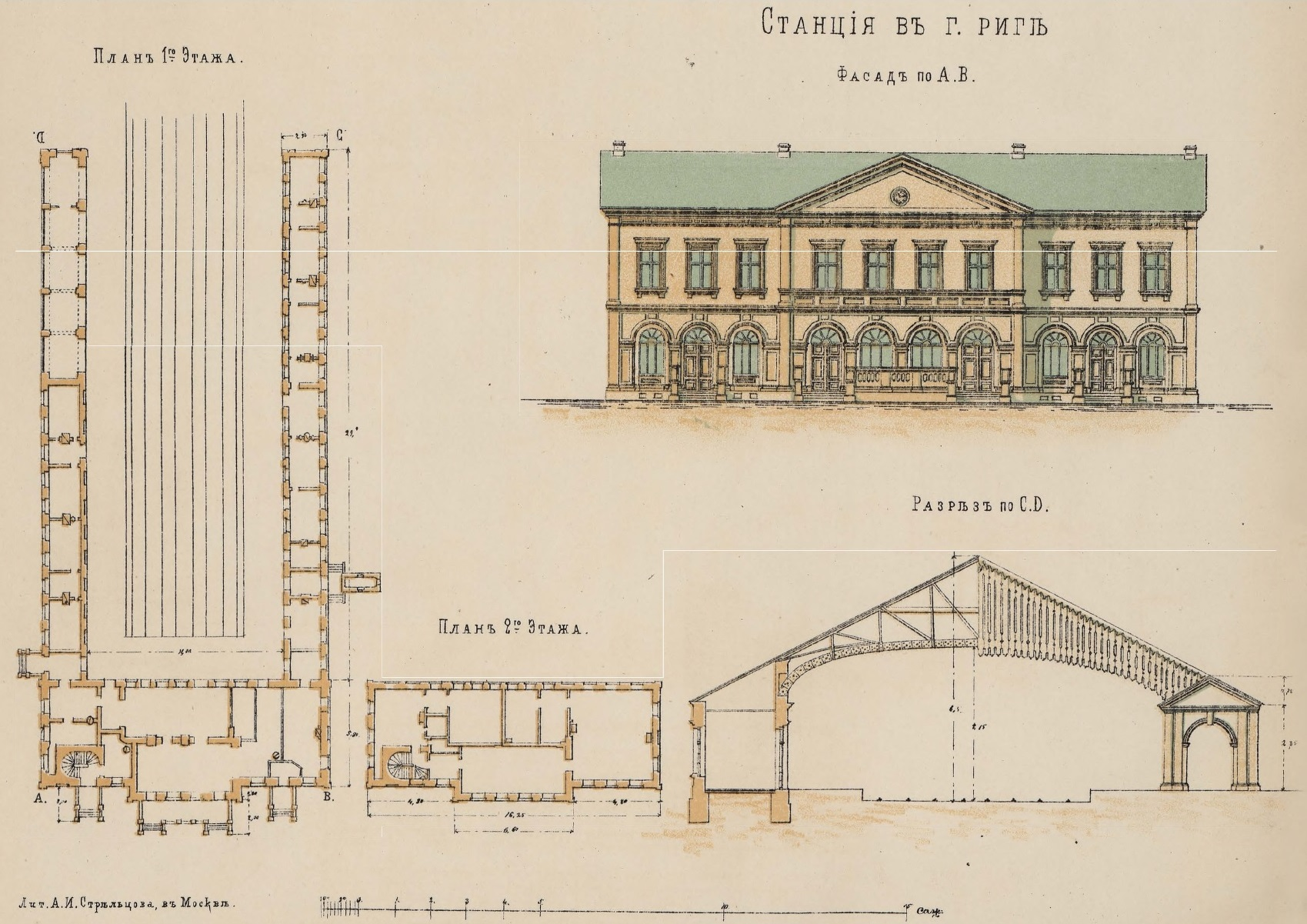
Dessin de 1872 du premier bâtiment de la gare.

Le chemin de fer apparaît à Riga en 1861, avec l'ouverture de la ligne ferroviaire de Riga à Daugavpils, une des premières lignes de chemin de fer sur le territoire de l'actuelle Lettonie. La construction de la gare a commencé en 1858 et la cérémonie de pose de la première pierre le 21 mai 1858 a été suivie par le gouverneur général des provinces baltes Alexandre Arkadievitch Souvorov. Elle a ouvert ses portes le 12 octobre 1861 en tant que terminus oriental de cette ligne, qui reliait Riga à Daugavpils et la ligne de chemin de fer Saint-Pétersbourg-Varsovie. Le bâtiment de la gare a été conçu par l'architecte Johans Daniels Felsko et était un petit bâtiment à deux étages avec deux quais et quatre voies. En plus des installations ferroviaires, il abritait également un bureau de télégraphe, un bureau de poste et un poste de police.

## Service des voyageurs

### Desserte
Les trains de voyageurs de la gare de passagers de Riga vont vers les destinations suivantes : Trains à courte distance: ouest Jurmala-Tukums, sud-est Aizkraukle, nord Saulkrasti-Skulte, et sud-ouest Jelgava ; trains à longue distance,, ,: ouest-sud-ouest Jelgava–Liepāja, nord-est Sigulda–Valmiera–Valga ( Estonie), est Plavinas–Krustpils puis Rēzekne–Zilupe ou Daugavpils. La même voie mène à Saint-Pétersbourg et Moscou. De Daugavpils on peut rejoindre Vilna (Lettonie ) ou Polotsk–Molodetchno–Minsk (Biélorussie). En projet: Rail Baltica avec la construction du quai dédié de la Gare centrale de Riga en février 2024.

## Galerie

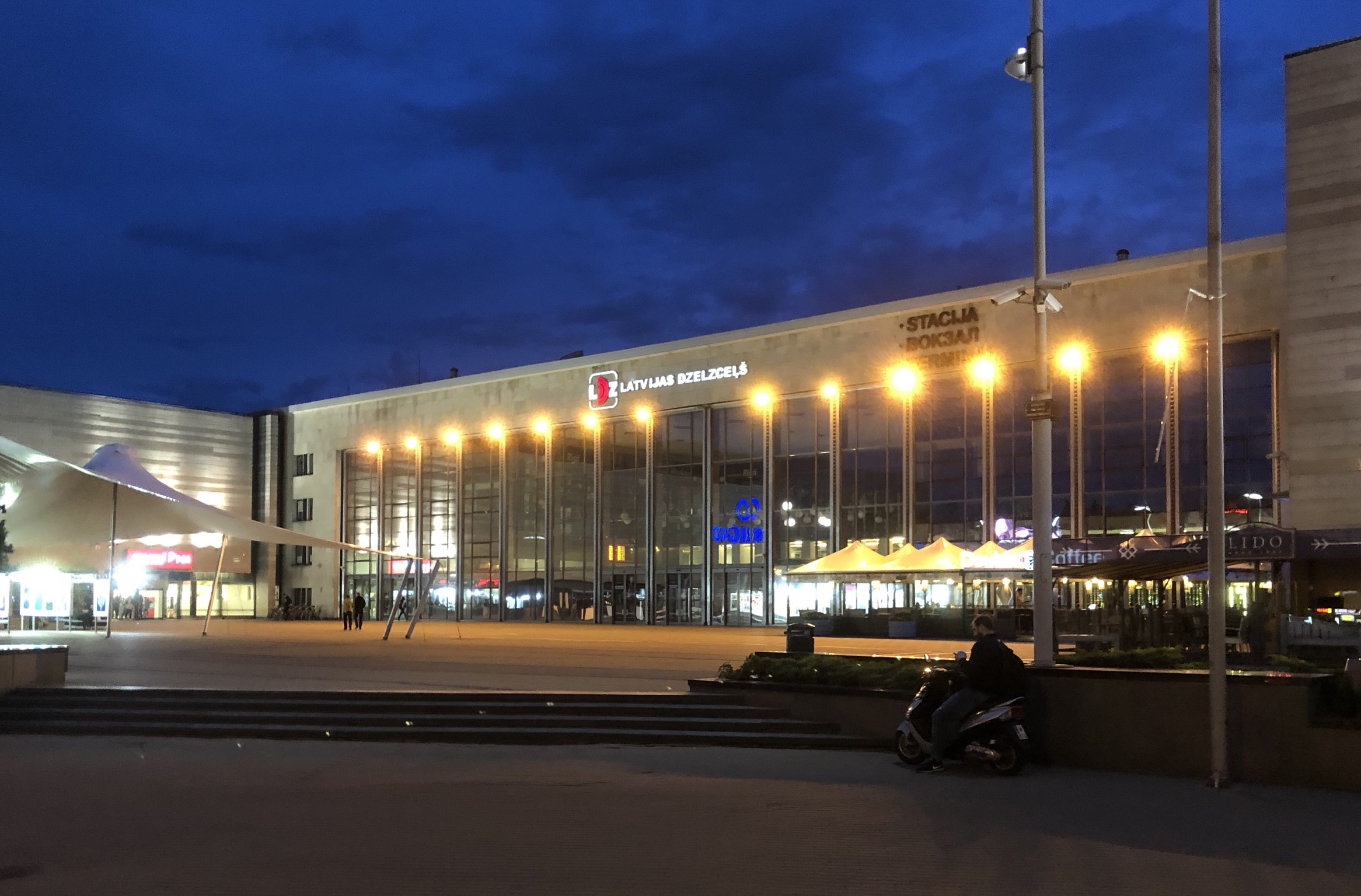
La gare centrale en 2018 et la place de la Gare.
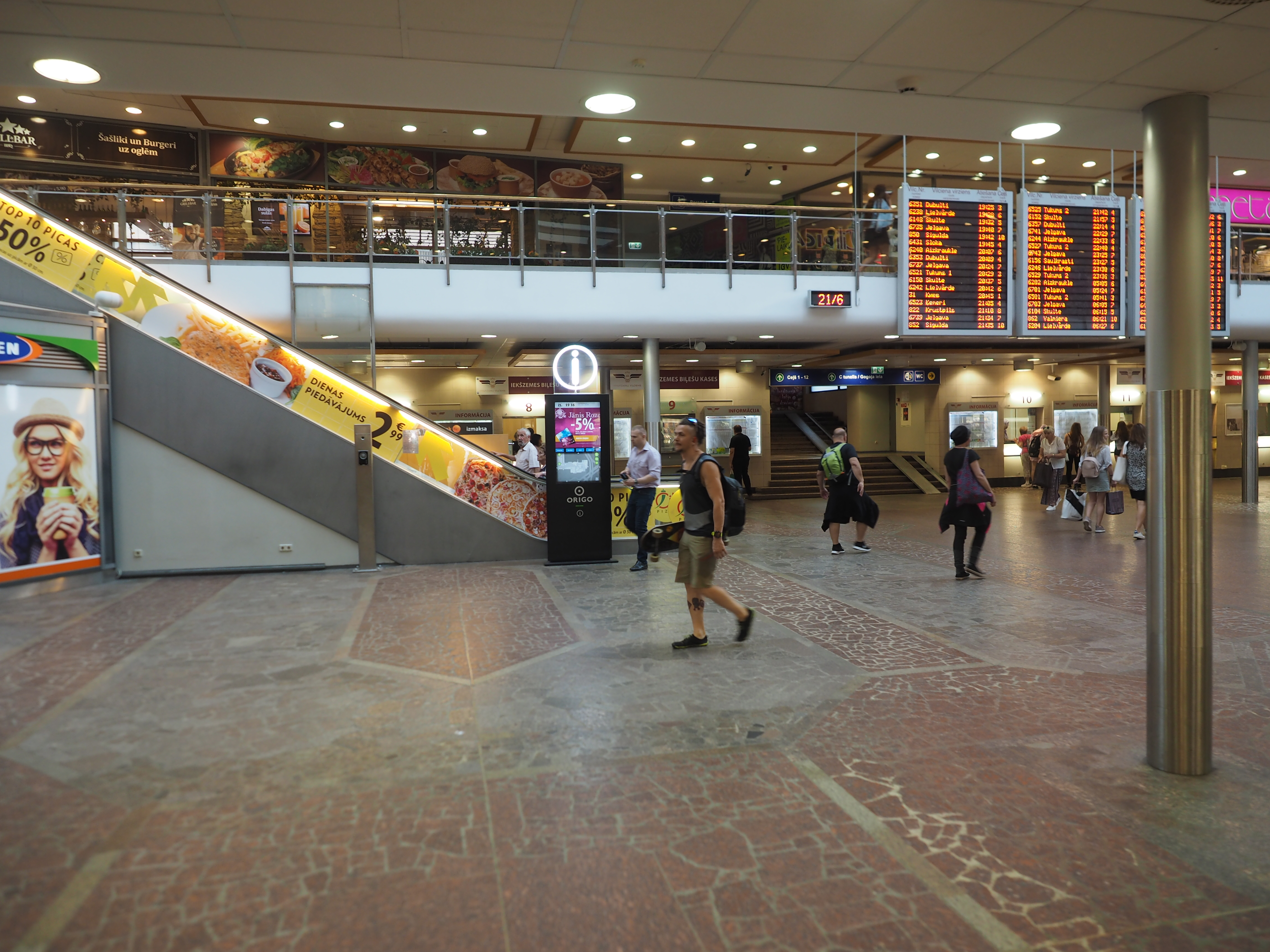
La gare centrale en 2019.
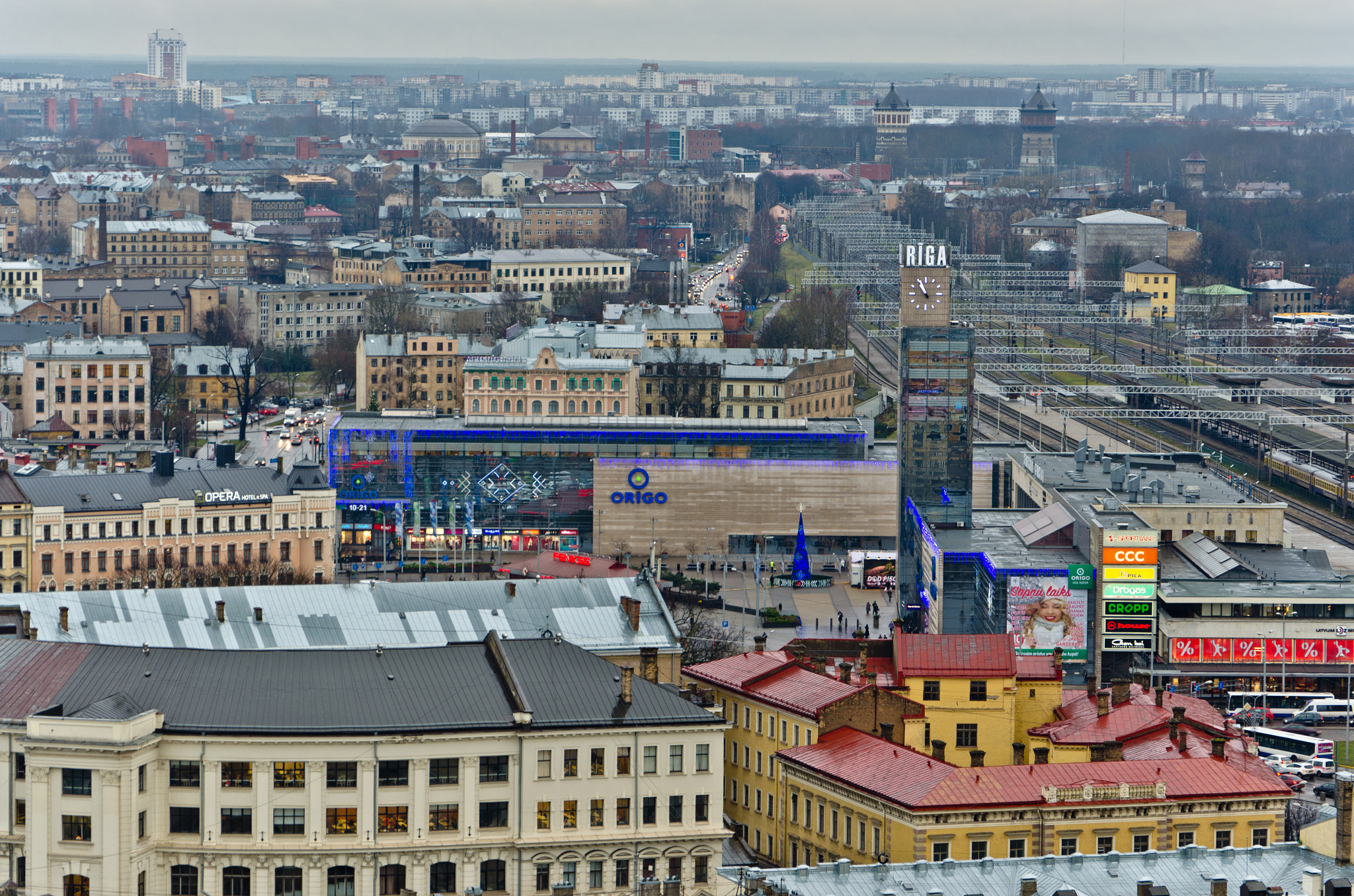
La gare à droite, au milieu le centre commercial Origo.